# Temporada 2006 de GP2 Series
La temporada 2006 de GP2 Series comenzó en Cheste, España, el 8 de abril de 2006. Después de que el anterior campeón se fuera al equipo Williams y el segundo Heikki Kovalainen se fuera como probador al equipo Renault, Nelson Piquet, Jr. con el equipo Piquet Sports era el máximo favorito al título, los coches del equipo ART Grand Prix de Alexandre Prémat y Lewis Hamilton también partían con buenas opciones, ya que ART era el campeón actual.
Por primera vez, la temporada empezó con un calendario separado del calendario de la Temporada 2006 de Fórmula 1, empezando en el Circuito Ricardo Tormo el 8 de abril, ganando la carrera Piquet Jr.
Piquet tomó una primera ventaja, antes de que Lewis Hamilton fuera en su búsqueda. Después de un campeonato trepidante durante 20 carreras, el británico se proclamó campeón en la penúltima carrera en el Autodromo Nazionale di Monza y lo celebró con una segunda plaza en la 21.ª y última prueba.

## Modificaciones del GP2 en 2006

### Chasis
El monoplaza desarrolla un alerón biplano, dejando el triplano que se usaba en la temporada 2005 para la carrera de Mónaco. Las espoletas superior e inferior han sido reforzadas, así como las suspensiones delanteras y traseras.

### Motor
El motor V8 de 4 litros desarrolla mejoras internas, cartográficas y de software diseñadas para mejorar el rendimiento y el consumo de combustible.

### Caja de cambios
La caja de cambios de 2006 ha sido creada por GearTek, e implementa un barril de 8 posiciones, con trinquete y mejoras de software, además de un nuevo sistema de mangos de agarre transversales diseñado para facilitar el cambio de marchas

### Neumáticos
Los neumáticos proporcionados por Bridgestone para la temporada 2006 son slick, sin incluir los surcos vistos en la temporada anterior. Bridgestone aportará compuestos blandos, medios y duros, eligiendo el tipo Bridgestone y el prior de GP2 series para cada evento. Los neumáticos para lluvia siguen siendo los mismos que en 2005

### Otras partes
Brembo se encarga de suministrar las nuevas tecnologías para los frenos, que son exclusivos de la GP2.
El coche desarrolla mejoras internas de refrigeración, un nuevo radiador de agua, conductos de radiador, cambiadores térmicos de agua/aceite, nuevos tubos de agua y aceite y soportes para los cambiadores térmicos.

## Cambios en las regulaciones
El único cambio en las regulaciones para la temporada 2006 es que a los pilotos solo se les otorgará un punto por la vuelta rápida en la carrera, en vez de los dos puntos que se daban en 2005. El piloto debe ahora comenzar la carrera desde su posición en la parrilla de salida para poder optar a la vuelta rápida.

## Escuderías y pilotos
| Escudería                      | N.º | Piloto                | Rondas    |
| ------------------------------ | --- | --------------------- | --------- |
| ART Grand Prix                 | 1   | Alexandre Prémat      | Todas     |
| ART Grand Prix                 | 2   | Lewis Hamilton        | Todas     |
| Arden International            | 3   | Michael Ammermüller   | Todas     |
| Arden International            | 4   | Nicolas Lapierre      | 1–5, 8–11 |
| Arden International            | 4   | Neel Jani             | 6–7       |
| Super Nova Racing              | 5   | José María López      | Todas     |
| Super Nova Racing              | 6   | Fairuz Fauzy          | Todas     |
| iSport International           | 7   | Ernesto José Viso     | Todas     |
| iSport International           | 8   | Tristan Gommendy      | 1–5       |
| iSport International           | 8   | Timo Glock            | 6–11      |
| Racing Engineering             | 9   | Adam Carroll          | Todas     |
| Racing Engineering             | 10  | Javier Villa          | Todas     |
| Piquet Sports                  | 11  | Nelson Piquet, Jr.    | Todas     |
| Piquet Sports                  | 12  | Alexandre Negrão      | Todas     |
| DAMS                           | 14  | Ferdinando Monfardini | Todas     |
| DAMS                           | 15  | Franck Perera         | Todas     |
| Petrol Ofisi FMS International | 16  | Luca Filippi          | 1–3       |
| Petrol Ofisi FMS International | 16  | Giorgio Pantano       | 4–11      |
| Petrol Ofisi FMS International | 17  | Jason Tahincioglu     | Todas     |
| BCN Competición                | 18  | Hiroki Yoshimoto      | Todas     |
| BCN Competición                | 19  | Timo Glock            | 1–5       |
| BCN Competición                | 19  | Luca Filippi          | 6–11      |
| DPR Direxiv                    | 20  | Olivier Pla           | 1–5, 7    |
| DPR Direxiv                    | 20  | Mike Conway           | 6         |
| DPR Direxiv                    | 20  | Vitali Petrov         | 8–11      |
| DPR Direxiv                    | 21  | Clivio Piccione       | Todas     |
| Durango                        | 22  | Lucas Di Grassi       | Todas     |
| Durango                        | 23  | Sergio Hernández      | Todas     |
| Campos Racing                  | 24  | Adrián Vallés         | Todas     |
| Campos Racing                  | 25  | Félix Porteiro        | Todas     |
| Trident Racing                 | 26  | Gianmaria Bruni       | Todas     |
| Trident Racing                 | 27  | Andreas Zuber         | Todas     |

## Calendario
| Rondas | Rondas | Circuito                                    | País        | Fecha            |
| ------ | ------ | ------------------------------------------- | ----------- | ---------------- |
| 1      | L      | Circuito Ricardo Tormo, Valencia            | España      | 8 de abril       |
| 1      | C      | Circuito Ricardo Tormo, Valencia            | España      | 9 de abril       |
| 2      | L      | Autodromo Enzo e Dino Ferrari, Imola        | Italia      | 22 de abril      |
| 2      | C      | Autodromo Enzo e Dino Ferrari, Imola        | Italia      | 23 de abril      |
| 3      | L      | Nürburgring, Nürburg                        | Alemania    | 6 de mayo        |
| 3      | C      | Nürburgring, Nürburg                        | Alemania    | 7 de mayo        |
| 4      | L      | Circuito de Barcelona-Cataluña, Montmeló    | España      | 13 de mayo       |
| 4      | C      | Circuito de Barcelona-Cataluña, Montmeló    | España      | 14 de mayo       |
| 5      | 5      | Circuito de Mónaco, Montecarlo              | Mónaco      | 27 de mayo       |
| 6      | L      | Circuito de Silverstone, Silverstone        | Reino Unido | 10 de junio      |
| 6      | C      | Circuito de Silverstone, Silverstone        | Reino Unido | 11 de junio      |
| 7      | L      | Circuito de Nevers Magny-Cours, Magny-Cours | Francia     | 15 de julio      |
| 7      | C      | Circuito de Nevers Magny-Cours, Magny-Cours | Francia     | 16 de julio      |
| 8      | L      | Hockenheimring, Hockenheim                  | Alemania    | 29 de julio      |
| 8      | C      | Hockenheimring, Hockenheim                  | Alemania    | 30 de julio      |
| 9      | L      | Hungaroring, Budapest                       | Hungría     | 5 de agosto      |
| 9      | C      | Hungaroring, Budapest                       | Hungría     | 6 de agosto      |
| 10     | L      | Circuito de Estambul, Estambul              | Turquía     | 26 de agosto     |
| 10     | C      | Circuito de Estambul, Estambul              | Turquía     | 27 de agosto     |
| 11     | L      | Autodromo Nazionale di Monza, Monza         | Italia      | 9 de septiembre  |
| 11     | C      | Autodromo Nazionale di Monza, Monza         | Italia      | 10 de septiembre |

## Resultados

### Temporada
| Ronda | Ronda | Ronda       | Pole Position      | Vuelta rápida      | Piloto ganador      | Escudería ganadora             | Resultados |
| ----- | ----- | ----------- | ------------------ | ------------------ | ------------------- | ------------------------------ | ---------- |
| 1     | L     | Valencia    | Nelson Piquet, Jr. | Nicolas Lapierre   | Nelson Piquet, Jr.  | Piquet Sports                  | Resultados |
| 1     | C     | Valencia    |                    | Nelson Piquet, Jr. | Michael Ammermüller | Arden International            | Resultados |
| 2     | L     | Imola       | Gianmaria Bruni    | Gianmaria Bruni    | Gianmaria Bruni     | Trident Racing                 | Resultados |
| 2     | C     | Imola       |                    | Ernesto Viso       | Ernesto Viso        | iSport International           | Resultados |
| 3     | L     | Nürburgring | Nelson Piquet, Jr. | Lewis Hamilton     | Lewis Hamilton      | ART Grand Prix                 | Resultados |
| 3     | C     | Nürburgring |                    | Gianmaria Bruni    | Lewis Hamilton      | ART Grand Prix                 | Resultados |
| 4     | L     | Barcelona   | Nelson Piquet, Jr. | Adrián Vallés      | Alexandre Prémat    | ART Grand Prix                 | Resultados |
| 4     | C     | Barcelona   |                    | Gianmaria Bruni    | Ernesto Viso        | iSport International           | Resultados |
| 5     | 5     | Montecarlo  | Lewis Hamilton     | Lucas di Grassi    | Lewis Hamilton      | ART Grand Prix                 | Resultados |
| 6     | L     | Silverstone | Adam Carroll       | Lewis Hamilton     | Lewis Hamilton      | ART Grand Prix                 | Resultados |
| 6     | C     | Silverstone |                    | Lewis Hamilton     | Lewis Hamilton      | ART Grand Prix                 | Resultados |
| 7     | L     | Magny-Cours | José María López   | Lewis Hamilton     | Timo Glock          | iSport International           | Resultados |
| 7     | C     | Magny-Cours |                    | Timo Glock         | Giorgio Pantano     | Petrol Ofisi FMS International | Resultados |
| 8     | L     | Hockenheim  | Gianmaria Bruni    | Alexandre Prémat   | Gianmaria Bruni     | Trident Racing                 | Resultados |
| 8     | C     | Hockenheim  |                    | José María López   | Timo Glock          | iSport International           | Resultados |
| 9     | L     | Budapest    | Nelson Piquet, Jr. | Nelson Piquet, Jr. | Nelson Piquet, Jr.  | Piquet Sports                  | Resultados |
| 9     | C     | Budapest    |                    | Nelson Piquet, Jr. | Nelson Piquet, Jr.  | Piquet Sports                  | Resultados |
| 10    | L     | Estambul    | Nelson Piquet, Jr. | Nelson Piquet, Jr. | Nelson Piquet, Jr.  | Piquet Sports                  | Resultados |
| 10    | C     | Estambul    |                    | Lewis Hamilton     | Andreas Zuber       | Trident Racing                 | Resultados |
| 11    | L     | Monza       | Nelson Piquet, Jr. | Lewis Hamilton     | Giorgio Pantano     | Petrol Ofisi FMS International | Resultados |
| 11    | C     | Monza       |                    | Lewis Hamilton     | Giorgio Pantano     | Petrol Ofisi FMS International | Resultados |

## Clasificaciones

### Sistema de puntuación
Puntos de carrera larga
| Posición | 1º | 2º | 3º | 4º | 5º | 6º | 7º | 8º | Pole | VR |
| Puntos   | 10 | 8  | 6  | 5  | 4  | 3  | 2  | 1  | 2    | 1  |

Puntos de carrera corta
| Posición | 1º | 2º | 3º | 4º | 5º | 6º | VR |
| Puntos   | 6  | 5  | 4  | 3  | 2  | 1  | 1  |

### Campeonato de Pilotos
| Pos. | N.º   | Piloto                | VAL | VAL | IMO | IMO | NÜR | NÜR | BAR | BAR | MON | SIL | SIL | MAG | MAG | HOC | HOC | BUD | BUD | EST | EST | MNZ | MNZ | Puntos |
| ---- | ----- | --------------------- | --- | --- | --- | --- | --- | --- | --- | --- | --- | --- | --- | --- | --- | --- | --- | --- | --- | --- | --- | --- | --- | ------ |
| 1    | 2     | Lewis Hamilton        | 2   | 6   | DSQ | 10  | 1   | 1   | 2   | 4   | 1   | 1   | 1   | 19  | 5   | 2   | 3   | 10  | 2   | 2   | 2   | 3   | 2   | 114    |
| 2    | 11    | Nelson Piquet, Jr.    | 1   | 4   | 5   | 2   | Ret | 19† | 4   | 2   | 12† | 4   | 5   | 4   | 2   | 13  | DNS | 1   | 1   | 1   | 5   | 2   | 6   | 102    |
| 3    | 1     | Alexandre Prémat      | 9   | Ret | 4   | Ret | 2   | 17  | 1   | 3   | 3   | 6   | Ret | 2   | 3   | 19  | Ret | 6   | 3   | 3   | 7   | 5   | Ret | 66     |
| 4    | 19 8  | Timo Glock            | 16  | 8   | 7   | 4   | 17  | Ret | 11  | 10  | Ret | 2   | 6   | 1   | 4   | 3   | 1   | 2   | 5   | 4   | 4   | Ret | DNS | 58     |
| 5    | 16    | Giorgio Pantano       |     |     |     |     |     |     | 9   | 7   | Ret | 5   | 4   | 6   | 1   | 4   | 5   | 3   | 13  | Ret | Ret | 1   | 1   | 44     |
| 6    | 7     | Ernesto Viso          | 8   | 2   | 6   | 1   | 6   | 11  | 8   | 1   | Ret | Ret | 8   | 10  | Ret | 5   | 4   | 4   | 4   | Ret | 13  | Ret | 10  | 42     |
| 7    | 26    | Gianmaria Bruni       | 6   | 5   | 1   | Ret | Ret | 16  | Ret | 17  | Ret | Ret | 15  | Ret | Ret | 1   | 6   | Ret | 8   | Ret | 15  | Ret | 9   | 33     |
| 8    | 9     | Adam Carroll          | 14  | Ret | Ret | 12  | 3   | 5   | 10  | 12  | Ret | 3   | 2   | 20  | 14  | 6   | 8   | 7   | Ret | 6   | 3   | Ret | Ret | 33     |
| 9    | 4     | Nicolas Lapierre      | 4   | 3   | 3   | 7   | 5   | 2   | Ret | Ret | Ret |     |     |     |     | 20  | 7   | Ret | Ret | 14  | 6   | 6   | 4   | 32     |
| 10   | 5     | José María López      | 5   | Ret | Ret | 19† | 4   | 3   | Ret | Ret | NC  | Ret | 14  | 3   | Ret | 7   | 2   | 8   | Ret | 9   | 11  | Ret | Ret | 30     |
| 11   | 3     | Michael Ammermüller   | 7   | 1   | 2   | Ret | 10  | 6   | 3   | 8   | 7   | Ret | Ret | 12  | 8   | 9   | Ret | Ret | 11  | 13  | Ret | 12  | Ret | 25     |
| 12   | 21    | Clivio Piccione       | Ret | Ret | Ret | 16  | 11  | 8   | 16† | Ret | 4   | 7   | 3   | 13  | Ret | 8   | Ret | Ret | Ret | Ret | Ret | 7   | 3   | 18     |
| 13   | 12    | Alexandre Negrão      | 13  | 7   | Ret | 11  | 7   | 7   | 7   | 18  | Ret | Ret | 12  | 5   | Ret | 16  | 9   | 5   | Ret | 8   | Ret | Ret | Ret | 13     |
| 14   | 27    | Andreas Zuber         | Ret | 13  | Ret | 8   | 14  | Ret | Ret | 11  | 5   | Ret | Ret | Ret | 18  | Ret | 14  | 14  | 9   | 7   | 1   | Ret | NC  | 12     |
| 15   | 18    | Hiroki Yoshimoto      | Ret | 12  | 8   | 3   | 8   | 4   | Ret | Ret | Ret | Ret | 18† | 9   | Ret | 23† | Ret | Ret | Ret | Ret | 19  | 8   | 5   | 12     |
| 16   | 15    | Franck Perera         | 11  | 14  | Ret | 14  | Ret | 15  | 13  | Ret | 2   | Ret | 10  | Ret | 12  | 14  | 11  | 9   | Ret | 12  | 8   | 15† | 15† | 8      |
| 17   | 22    | Lucas Di Grassi       | 17  | 16† | Ret | Ret | 18  | 13  | 12  | 9   | 11  | Ret | EX  | 7   | 6   | Ret | Ret | 13  | Ret | 5   | 9   | 10  | 14  | 8      |
| 18   | 24    | Adrián Vallés         | 3   | Ret | 9   | Ret | Ret | 14  | 18  | 16  | Ret | 9   | Ret | 15  | 13  | 18  | Ret | Ret | 7   | Ret | 14  | Ret | 11  | 7      |
| 19   | 16 19 | Luca Filippi          | Ret | Ret | 11  | 5   | Ret | Ret |     |     |     | Ret | 9   | Ret | Ret | 21  | 16  | 12  | Ret | 10  | Ret | 4   | 7   | 7      |
| 20   | 8     | Tristan Gommendy      | Ret | 11  | Ret | 17  | 13  | 12  | 5   | 5   | Ret |     |     |     |     |     |     |     |     |     |     |     |     | 6      |
| 21   | 14    | Ferdinando Monfardini | 12  | Ret | 12  | 9   | Ret | 10  | 6   | 6   | 9   | Ret | DNS | 8   | Ret | Ret | 12  | 11  | 6   | 18† | 12  | Ret | Ret | 6      |
| 22   | 25    | Félix Porteiro        | Ret | Ret | 10  | 6   | 16  | Ret | 17  | Ret | 6   | 8   | DSQ | 18  | 10  | 12  | 18  | Ret | 12  | 19† | Ret | Ret | NC  | 5      |
| 23   | 23    | Sergio Hernández      | Ret | Ret | Ret | 13  | 12  | Ret | Ret | 13  | 8   | 10  | EX  | 14  | 11  | 10  | NC  | Ret | Ret | 11  | 10  | 13  | Ret | 1      |
| 24   | 6     | Fairuz Fauzy          | 15  | 10  | Ret | 15  | 19  | 9   | Ret | 14  | 10  | 12  | 7   | Ret | 15  | 22  | 10  | 16  | Ret | Ret | Ret | 14  | 10  | 0      |
| 25   | 4     | Neel Jani             |     |     |     |     |     |     |     |     |     | NC  | Ret | 11  | 7   |     |     |     |     |     |     |     |     | 0      |
| 26   | 10    | Javier Villa          | 18  | 9   | 13  | 18  | 9   | 20  | 14  | 15  | Ret | 14  | 13  | 17  | 16  | 11  | 13  | Ret | 15† | 15  | 16  | 9   | Ret | 0      |
| 27   | 20    | Olivier Pla           | 10  | 15  | Ret | 20† | 15  | Ret | DSQ | 20  | Ret |     |     | 16  | 9   |     |     |     |     |     |     |     |     | 0      |
| 28   | 20    | Vitali Petrov         |     |     |     |     |     |     |     |     |     |     |     |     |     | 15  | 15  | 15  | 10  | 16  | 18  | Ret | 12  | 0      |
| 29   | 20    | Mike Conway           |     |     |     |     |     |     |     |     |     | 11  | 11  |     |     |     |     |     |     |     |     |     |     | 0      |
| 30   | 17    | Jason Tahincioglu     | Ret | Ret | Ret | Ret | DNS | 18  | 15  | 19  | Ret | 13  | 16  | Ret | 17  | 17  | 17  | Ret | 14  | 17  | 17  | 11  | 13  | 0      |
| Pos. | N.º   | Piloto                | VAL | VAL | IMO | IMO | NÜR | NÜR | BAR | BAR | MON | SIL | SIL | MAG | MAG | HOC | HOC | BUD | BUD | EST | EST | MNZ | MNZ | Puntos |

| Color     | Resultado              |
| --------- | ---------------------- |
| Oro       | Ganador                |
| Plata     | 2.ª plaza              |
| Bronce    | 3.ª plaza              |
| Verde     | Finalizó en los puntos |
| Azul      | Finalizó sin puntos    |
| Azul      | NC - No clasificado    |
| Violeta   | Ret - No terminó       |
| Rojo      | DNQ - No se clasificó  |
| Negro     | DSQ - Descalificado    |
| Blanco    | DNS - No empezó        |
| Blanco    | WD - Retirado          |
| Blanco    | C - Carrera cancelada  |
| Sin color | DNP - No participó     |
| Sin color | INJ - Lesionado        |
| Sin color | EX - Excluido          |

| Estado  | Resultado |
| ------- | --- |
| Negrita | Pole position |
| Cursiva | Vuelta rápida puntuable, el piloto cumplió los requisitos para ser bonificado con uno o más puntos por lograr la vuelta rápida |
| †       | Abandona, pero clasifica al completar el porcentaje requerido para ello                                                        |

#### Estadísticas del Campeonato de Pilotos
| Pos. | Piloto                | Escudería                                      | Carreras | Victorias | Podios | Poles | Vueltas rápidas | Puntos |
| ---- | --------------------- | ---------------------------------------------- | -------- | --------- | ------ | ----- | --------------- | ------ |
| 1    | Lewis Hamilton        | ART Grand Prix                                 | 21       | 5         | 14     | 1     | 7               | 114    |
| 2    | Nelson Piquet, Jr.    | Piquet Sports                                  | 21 (20)  | 4         | 8      | 6     | 4               | 102    |
| 3    | Alexandre Prémat      | ART Grand Prix                                 | 21       | 1         | 8      |       | 1               | 66     |
| 4    | Timo Glock            | BCN Competición iSport International           | 21 (20)  | 2         | 5      |       | 1               | 58     |
| 5    | Giorgio Pantano       | Petrol Ofisi FMS International                 | 15       | 3         | 4      |       |                 | 44     |
| 6    | Ernesto Viso          | iSport International                           | 21       | 2         | 3      |       | 1               | 42     |
| 7    | Gianmaria Bruni       | Trident Racing                                 | 21       | 2         | 2      | 2     | 3               | 33     |
| 8    | Adam Carroll          | Racing Engineering                             | 21       |           | 4      | 1     |                 | 33     |
| 9    | Nicolas Lapierre      | Arden International                            | 17       |           | 3      |       | 1               | 32     |
| 10   | José María López      | Super Nova Racing                              | 21       |           | 3      | 1     | 1               | 30     |
| 11   | Michael Ammermüller   | Arden International                            | 21       | 1         | 3      |       |                 | 25     |
| 12   | Clivio Piccione       | DPR Direxiv                                    | 21       |           | 2      |       |                 | 18     |
| 13   | Alexandre Negrão      | Piquet Sports                                  | 21       |           |        |       |                 | 13     |
| 14   | Andreas Zuber         | Trident Racing                                 | 21       | 1         | 1      |       |                 | 12     |
| 15   | Hiroki Yoshimoto      | BCN Competición                                | 21       |           | 1      |       |                 | 12     |
| 16   | Franck Perera         | DAMS                                           | 21       |           | 1      |       |                 | 8      |
| 17   | Lucas Di Grassi       | Durango                                        | 21       |           |        |       | 1               | 8      |
| 18   | Adrián Vallés         | Campos Racing                                  | 21       |           | 1      |       | 1               | 7      |
| 19   | Luca Filippi          | Petrol Ofisi FMS International BCN Competición | 18       |           |        |       |                 | 7      |
| 20   | Tristan Gommendy      | iSport International                           | 9        |           |        |       |                 | 6      |
| 21   | Ferdinando Monfardini | DAMS                                           | 21 (20)  |           |        |       |                 | 6      |
| 22   | Félix Porteiro        | Campos Racing                                  | 21       |           |        |       |                 | 5      |
| 23   | Sergio Hernández      | Durango                                        | 21       |           |        |       |                 | 1      |
| 24   | Fairuz Fauzy          | Super Nova Racing                              | 21       |           |        |       |                 | 0      |
| 25   | Neel Jani             | Arden International                            | 4        |           |        |       |                 | 0      |
| 26   | Javier Villa          | Racing Engineering                             | 21       |           |        |       |                 | 0      |
| 27   | Olivier Pla           | DPR Direxiv                                    | 11       |           |        |       |                 | 0      |
| 28   | Vitali Petrov         | DPR Direxiv                                    | 8        |           |        |       |                 | 0      |
| 29   | Mike Conway           | DPR Direxiv                                    | 2        |           |        |       |                 | 0      |
| 30   | Jason Tahincioglu     | Petrol Ofisi FMS International                 | 21 (20)  |           |        |       |                 | 0      |

Fuente: GP2 Series.

### Campeonato de Escuderías
| Pos. | Escudería                      | N.º | VAL | VAL | IMO | IMO | NÜR | NÜR | BAR | BAR | MON | SIL | SIL | MAG | MAG | HOC | HOC | BUD | BUD | EST | EST | MNZ | MNZ | Puntos |
| ---- | ------------------------------ | --- | --- | --- | --- | --- | --- | --- | --- | --- | --- | --- | --- | --- | --- | --- | --- | --- | --- | --- | --- | --- | --- | ------ |
| 1    | ART Grand Prix                 | 1   | 9   | Ret | 4   | Ret | 2   | 17  | 1   | 3   | 3   | 6   | Ret | 2   | 3   | 19  | Ret | 6   | 3   | 3   | 7   | 5   | Ret | 180    |
| 1    | ART Grand Prix                 | 2   | 2   | 6   | DSQ | 10  | 1   | 1   | 2   | 4   | 1   | 1   | 1   | 19  | 5   | 2   | 3   | 10  | 2   | 2   | 2   | 3   | 2   | 180    |
| 2    | Piquet Sports                  | 11  | 1   | 4   | 5   | 2   | Ret | 19† | 4   | 2   | 12† | 4   | 5   | 4   | 2   | 13  | DNS | 1   | 1   | 1   | 5   | 2   | 6   | 115    |
| 2    | Piquet Sports                  | 12  | 13  | 7   | Ret | 11  | 7   | 7   | 7   | 18  | Ret | Ret | 12  | 5   | Ret | 16  | 9   | 5   | Ret | 8   | Ret | Ret | Ret | 115    |
| 3    | iSport International           | 7   | 8   | 2   | 6   | 1   | 6   | 11  | 8   | 1   | Ret | Ret | 8   | 10  | Ret | 5   | 4   | 4   | 4   | Ret | 13  | Ret | 10  | 101    |
| 3    | iSport International           | 8   | Ret | 11  | Ret | 17  | 13  | 12  | 5   | 5   | Ret | 2   | 6   | 1   | 4   | 3   | 1   | 2   | 5   | 4   | 4   | Ret | DNS | 101    |
| 4    | Arden International            | 3   | 7   | 1   | 2   | Ret | 10  | 6   | 3   | 8   | 7   | Ret | Ret | 12  | 8   | 9   | Ret | Ret | 11  | 13  | Ret | 12  | Ret | 57     |
| 4    | Arden International            | 4   | 4   | 3   | 3   | 7   | 5   | 2   | Ret | Ret | Ret | NC  | Ret | 11  | 7   | 20  | 7   | Ret | Ret | 14  | 6   | 6   | 4   | 57     |
| 5    | Petrol Ofisi FMS International | 16  | Ret | Ret | 11  | 5   | Ret | Ret | 9   | 7   | Ret | 5   | 4   | 6   | 1   | 4   | 5   | 3   | 13  | Ret | Ret | 1   | 1   | 46     |
| 5    | Petrol Ofisi FMS International | 17  | Ret | Ret | Ret | Ret | DNS | 18  | 15  | 19  | Ret | 13  | 16  | Ret | 17  | 17  | 17  | Ret | 14  | 17  | 17  | 11  | 13  | 46     |
| 6    | Trident Racing                 | 26  | 6   | 5   | 1   | Ret | Ret | 16  | Ret | 17  | Ret | Ret | 15  | Ret | Ret | 1   | 6   | Ret | 8   | Ret | 15  | Ret | 9   | 45     |
| 6    | Trident Racing                 | 27  | Ret | 13  | Ret | 8   | 14  | Ret | Ret | 11  | 5   | Ret | Ret | Ret | 18  | Ret | 14  | 14  | 9   | 7   | 1   | Ret | NC  | 45     |
| 7    | Racing Engineering             | 9   | 14  | Ret | Ret | 12  | 3   | 5   | 10  | 12  | Ret | 3   | 2   | 20  | 14  | 6   | 8   | 7   | Ret | 6   | 3   | Ret | Ret | 33     |
| 7    | Racing Engineering             | 10  | 18  | 9   | 13  | 18  | 9   | 20  | 14  | 15  | Ret | 14  | 13  | 17  | 16  | 11  | 13  | Ret | 15† | 15  | 16  | 9   | Ret | 33     |
| 8    | Super Nova Racing              | 5   | 5   | Ret | Ret | 19† | 4   | 3   | Ret | Ret | NC  | Ret | 14  | 3   | Ret | 7   | 2   | 8   | Ret | 9   | 11  | Ret | Ret | 30     |
| 8    | Super Nova Racing              | 6   | 15  | 10  | Ret | 15  | 19  | 9   | Ret | 14  | 10  | 12  | 7   | Ret | 15  | 22  | 10  | 16  | Ret | Ret | Ret | 14  | 10  | 30     |
| 9    | BCN Competición                | 18  | Ret | 12  | 8   | 3   | 8   | 4   | Ret | Ret | Ret | Ret | 18† | 9   | Ret | 23† | Ret | Ret | Ret | Ret | 19  | 8   | 5   | 22     |
| 9    | BCN Competición                | 19  | 16  | 8   | 7   | 4   | 17  | Ret | 11  | 10  | Ret | Ret | 9   | Ret | Ret | 21  | 16  | 12  | Ret | 10  | Ret | 4   | 7   | 22     |
| 10   | DPR Direxiv                    | 20  | 10  | 15  | Ret | 20† | 15  | Ret | DSQ | 20  | Ret | 11  | 11  | 16  | 9   | 15  | 15  | 15  | 10  | 16  | 18  | Ret | 12  | 18     |
| 10   | DPR Direxiv                    | 21  | Ret | Ret | Ret | 16  | 11  | 8   | 16† | Ret | 4   | 7   | 3   | 13  | Ret | 8   | Ret | Ret | Ret | Ret | Ret | 7   | 3   | 18     |
| 11   | DAMS                           | 14  | 12  | Ret | 12  | 9   | Ret | 10  | 6   | 6   | 9   | Ret | DNS | 8   | Ret | Ret | 12  | 11  | 6   | 18† | 12  | Ret | Ret | 14     |
| 11   | DAMS                           | 15  | 11  | 14  | Ret | 14  | Ret | 15  | 13  | Ret | 2   | Ret | 10  | Ret | 12  | 14  | 11  | 9   | Ret | 12  | 8   | 15† | 15† | 14     |
| 12   | Campos Racing                  | 24  | 3   | Ret | 9   | Ret | Ret | 14  | 18  | 16  | Ret | 9   | Ret | 15  | 13  | 18  | Ret | Ret | 7   | Ret | 14  | Ret | 11  | 12     |
| 12   | Campos Racing                  | 25  | Ret | Ret | 10  | 6   | 16  | Ret | 17  | Ret | 6   | 8   | DSQ | 18  | 10  | 12  | 18  | Ret | 12  | 19† | Ret | Ret | NC  | 12     |
| 13   | Durango                        | 22  | 17  | 16† | Ret | Ret | 18  | 13  | 12  | 9   | 11  | Ret | EX  | 7   | 6   | Ret | Ret | 13  | Ret | 5   | 9   | 10  | 14  | 9      |
| 13   | Durango                        | 23  | Ret | Ret | Ret | 13  | 12  | Ret | Ret | 13  | 8   | 10  | EX  | 14  | 11  | 10  | NC  | Ret | Ret | 11  | 10  | 13  | Ret | 9      |
| Pos. | Escudería                      | N.º | VAL | VAL | IMO | IMO | NÜR | NÜR | BAR | BAR | MON | SIL | SIL | MAG | MAG | HOC | HOC | BUD | BUD | EST | EST | MNZ | MNZ | Puntos |

| Color     | Resultado              |
| --------- | ---------------------- |
| Oro       | Ganador                |
| Plata     | 2.ª plaza              |
| Bronce    | 3.ª plaza              |
| Verde     | Finalizó en los puntos |
| Azul      | Finalizó sin puntos    |
| Azul      | NC - No clasificado    |
| Violeta   | Ret - No terminó       |
| Rojo      | DNQ - No se clasificó  |
| Negro     | DSQ - Descalificado    |
| Blanco    | DNS - No empezó        |
| Blanco    | WD - Retirado          |
| Blanco    | C - Carrera cancelada  |
| Sin color | DNP - No participó     |
| Sin color | INJ - Lesionado        |
| Sin color | EX - Excluido          |

| Estado  | Resultado |
| ------- | --- |
| Negrita | Pole position |
| Cursiva | Vuelta rápida puntuable, el piloto cumplió los requisitos para ser bonificado con uno o más puntos por lograr la vuelta rápida |
| †       | Abandona, pero clasifica al completar el porcentaje requerido para ello                                                        |

#### Estadísticas del Campeonato de Escuderías
| Pos. | Escudería                      | Carreras | Victorias | Podios | Poles | Vueltas rápidas | Puntos |
| ---- | ------------------------------ | -------- | --------- | ------ | ----- | --------------- | ------ |
| 1    | ART Grand Prix                 | 21       | 6         | 22     | 1     | 8               | 180    |
| 2    | Piquet Sports                  | 21       | 4         | 8      | 6     | 4               | 115    |
| 3    | iSport International           | 21       | 4         | 8      |       | 2               | 101    |
| 4    | Arden International            | 21       | 1         | 6      |       | 1               | 57     |
| 5    | Petrol Ofisi FMS International | 21       | 3         | 4      |       |                 | 46     |
| 6    | Trident Racing                 | 21       | 3         | 3      | 2     | 3               | 45     |
| 7    | Racing Engineering             | 21       |           | 4      | 1     |                 | 33     |
| 8    | Super Nova Racing              | 21       |           | 3      | 1     | 1               | 30     |
| 9    | BCN Competición                | 21       |           | 1      |       |                 | 22     |
| 10   | DPR Direxiv                    | 21       |           | 2      |       |                 | 18     |
| 11   | DAMS                           | 21       |           | 1      |       |                 | 14     |
| 12   | Campos Racing                  | 21       |           | 1      |       | 1               | 12     |
| 13   | Durango                        | 21       |           |        |       | 1               | 9      |